# Illéla
Illéla ist eine Stadtgemeinde und der Hauptort des gleichnamigen Departements Illéla in Niger.

## Geographie
Illéla liegt in der Sahelzone am Rand der Gebirgslandschaft Ader Doutchi. Die Nachbargemeinden Illélas sind Bambeye im Norden, Badaguichiri im Nordosten, Tajaé im Südosten, Alléla im Süden und Bagaroua im Westen.
Das Stadtgebiet ist in 14 Stadtviertel und einen ländlichen Teil mit 69 Dörfern und 34 Weilern gegliedert. Die 14 Stadtviertel sind Azna, Azna Zaroumèye, Baïtché, Dabagawa, Dabsaou, Illéla (Kétaré), Illéla Kétaré, Illéla Nassarawa, Illéla Toudou, Kétaré, Nassaraoua, Toudou, Toudou (Quartier) und Zaroumèye. Das Stadtzentrum liegt auf einer Höhe von 312 m. Zu den größeren Dörfern im ländlichen Gemeindegebiet zählen Toullou, Dafawa, Dangona und Dandadji.
Illéla ist nicht mit der rund 80 Kilometer südlich von Birni-N’Konni gelegenen Grenzstadt Illela in Nigeria zu verwechseln.

## Geschichte
Illéla wurde im 18. Jahrhundert von Tuareg gegründet. Anfang des 19. Jahrhunderts wurde der Ort anstelle von Birni Ader zum Hauptort der Provinz Ader des Sultanats Aïr. Hier amtierte als Statthalter des Sultans der serki n’Ader. Als Ende des 19. Jahrhunderts die Provinz in mehrere Teile zerfiel, kontrollierte der serki n’Ader von Illéla nur noch ein kleines Gebiet im Westen Aders.

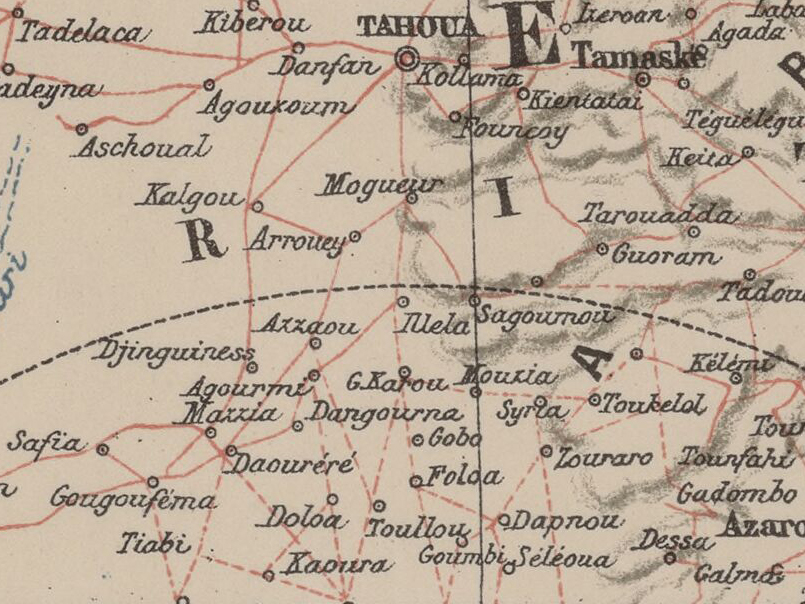
Ausschnitt einer Karte von 1903 mit Illéla (Illela) im Zentrum

Illéla fiel Anfang des 20. Jahrhunderts an Frankreich. Der Markt im Ort war einer der kleinen Märkte in der Region, die damals von der französischen Verwaltung zugelassen wurden. Der britische Reiseschriftsteller A. Henry Savage Landor besuchte die Dörfer Illéla, Agourmi, Dangona und Daouréré 1906 im Rahmen seiner zwölfmonatigen Afrika-Durchquerung. Er beschrieb die großen, in verschiedenen Bauweisen errichteten Getreidespeicher der Hausa in Illéla. Die 558 Kilometer lange Piste zwischen den Orten Agadez und Birni-N’Konni, die durch Illéla führte, galt in den 1920er Jahren als einer der Hauptverkehrswege in der damaligen französischen Kolonie Niger.
Illéla wurde 1960, im Jahr der Unabhängigkeit Nigers, zum Hauptort des Bezirks Illéla, aus dem 1964 das Arrondissement Illéla und 1998 das Departement Illéla hervorging. Das Dorf Dangona im Gemeindegebiet von Illéla gehörte bei der Hungerkrise in Niger 2005 zu den am stärksten betroffenen Orten im Land. Hier hatte die Bevölkerung weniger als eine Mahlzeit am Tag zur Verfügung. Bei der Flutkatastrophe in West- und Zentralafrika 2010 wurden 2016 Einwohner von Illéla als Katastrophenopfer eingestuft.

## Bevölkerung
Bei der Volkszählung 2012 hatte die Stadtgemeinde 142.214 Einwohner, die in 22.684 Haushalten lebten. Bei der Volkszählung 2001 betrug die Einwohnerzahl 91.312 in 14.511 Haushalten.
Im Stadtgebiet ohne den ländlichen Siedlungen lebten bei der Volkszählung 2012 22.491 Einwohner in 3740 Haushalten, bei der Volkszählung 2001 15.805 in 2705 Haushalten und bei der Volkszählung 1988 11.707 in 2043 Haushalten. Bei der Volkszählung 1977 waren es 8299 Einwohner.
Die Bevölkerungsmehrheit stellen Hausa (80 %), gefolgt von Tuareg (8 %) und Fulbe (2 %).

## Politik und Justiz
Der Gemeinderat (conseil municipal) hat 25 gewählte Mitglieder. Mit den Kommunalwahlen 2020 sind die Sitze im Gemeinderat wie folgt verteilt: 17 ARD-Adaltchi Mutunchi, 4 MPR-Jamhuriya, 2 MNSD-Nassara, 1 MCC-Arziki und 1 MODEN-FA Lumana Africa.
Jeweils ein traditioneller Ortsvorsteher (chef traditionnel) steht an der Spitze von 44 Dörfern im ländlichen Gemeindegebiet.
Die Stadt ist der Sitz eines Tribunal d’Instance, eines der landesweit 30 Zivilgerichte, die unterhalb der zehn Zivilgerichte der ersten Instanz (Tribunal de Grande Instance) stehen. Die Haftanstalt Illéla hat eine Aufnahmekapazität von 80 Insassen.

## Kultur und Sehenswürdigkeiten
Zu den Sehenswürdigkeiten der Stadt zählen der Herrscherpalast von Illéla und die Moschee im Dorf Libatan Mallameye. 
Im Gemeindegebiet liegen die Grabstätten mehrerer bedeutender Persönlichkeiten:
- das Grab des Nafake, des Ahnherrn der alteingesessenen Bevölkerung von Illéla, das sich in der Nähe der Jungenschule befindet,
- das Grab des Mallam, des Gründervaters des traditionellen Herrschaftssitzes von Illéla, gelegen im Dorf Azao,
- das Grab des Washar, Mallams Sohn und ein bedeutender Krieger, das im Dorf Dafawa liegt,
- das Grab eines verehrten Marabouts im Dorf Agourmi und
- die Gräber von Widerstandskämpfern gegen die Mission Voulet-Chanoine in Libatan Mallameye.[21]

Die Oumani-Attou-Bibliothek in Illéla wurde 2001 eröffnet. Die Bibliothek befindet sich in einem renovierten Kulturzentrum.

## Wirtschaft und Infrastruktur

### Wirtschaft
Mehr als 90 % der Bevölkerung leben von der Landwirtschaft. In den ländlichen Tälern um das Stadtzentrum werden unter anderem Salat, Kohl, Zwiebeln, Tomaten und Paprika sowie Mandarinen, Mangos und Zitronen angebaut. Die größeren Anbauflächen liegen in den Händen weniger Besitzer wie den traditionellen Dorfchefs. Es gibt acht Wochenmärkte in Illéla, auf denen vor allem Vieh und Waren des täglichen Gebrauchs gehandelt werden. Die Handelsbeziehungen reichen bis nach Nigeria. Das staatliche Versorgungszentrum für landwirtschaftliche Betriebsmittel und Materialien (CAIMA) unterhält eine Verkaufsstelle im Stadtzentrum. Die Niederschlagsmessstation im Stadtzentrum liegt auf 320 m Höhe und wurde 1954 in Betrieb genommen.

### Gesundheit und Bildung
Gesundheitszentren des Typs Centre de Santé Intégré (CSI) sind im Stadtzentrum sowie in den ländlichen Siedlungen Azao, Dafawa, Dandadji, Dangona, Djinguiniss und Toullou vorhanden. Das Gesundheitszentrum im Stadtzentrum verfügt über ein eigenes Labor und eine Entbindungsstation.
Allgemein bildende Schulen der Sekundarstufe sind der CEG Dangona, der CEG Toullou, der CEG FA Illéla und der CES Illéla. Das Kürzel CEG steht dabei für Collège d’Enseignement Général, das auf einen Schwerpunkt auf die arabische zusätzlich zur französischen Sprache hinweisende Kürzel CEG FA für Collège d’Enseignement Général Franco-Arabe und das Kürzel CES für Collège d’Enseignement Secondaire. Beim Collège d’Enseignement Technique d’Iléla (CET Illéla) handelt es sich um eine technische Fachschule. Das Berufsausbildungszentrum Centre de Formation aux Métiers d’Illéla (CFM Illéla) bietet Lehrgänge in Landwirtschaftsmechanik, Bau, Metallbau, familiäre Wirtschaft und Tischlerei an.

### Verkehr

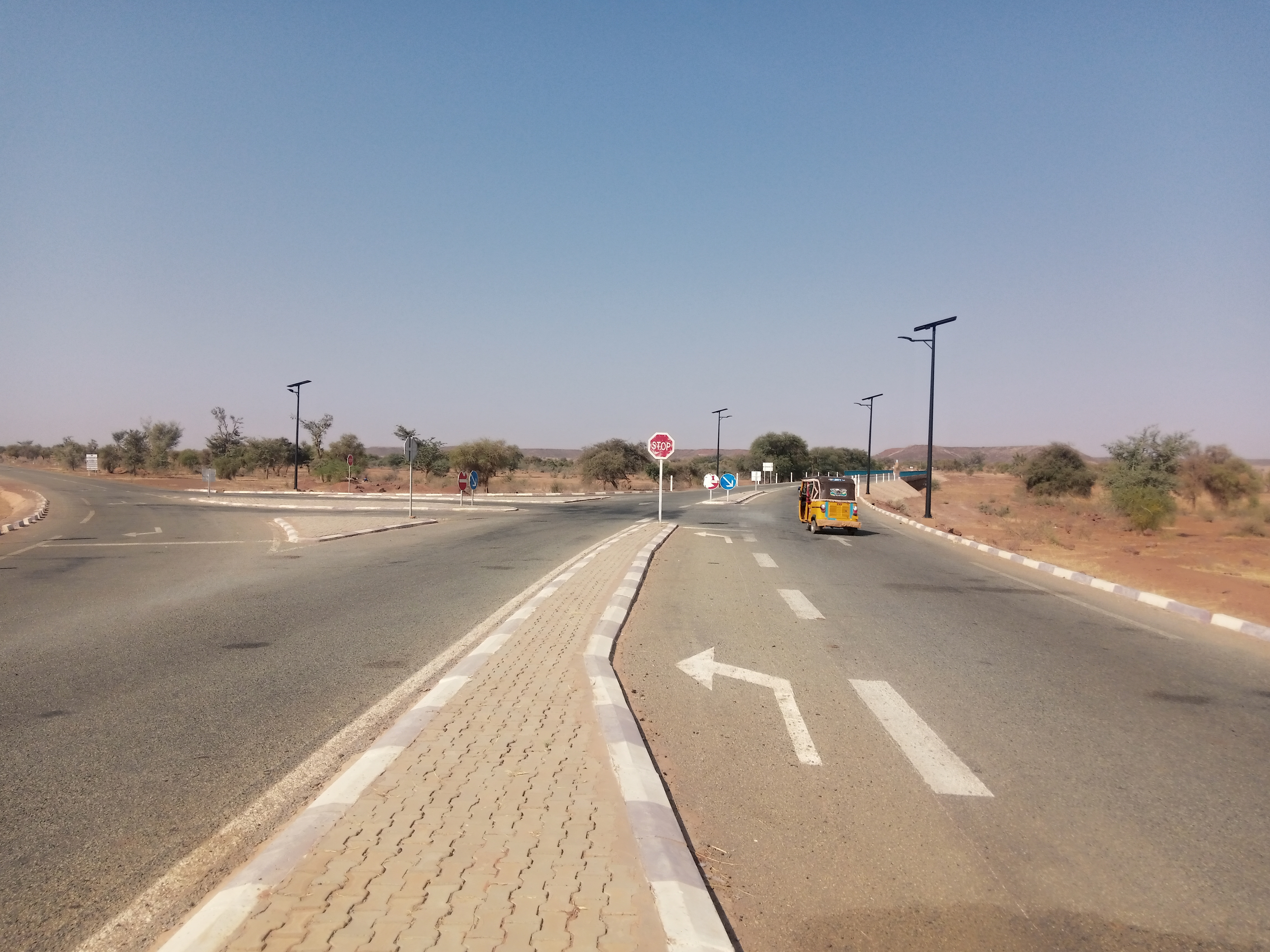
Nationalstraße 15 im Gemeindegebiet von Illéla (2022)

Illéla liegt an der Nationalstraße 15, die die Stadt mit den Nachbarorten Badaguichiri und Bagaroua verbindet. Das Straßennetz ist in schlechtem Zustand.

## Persönlichkeiten
- Mahamadou Issoufou (* 1952), Politiker, Premierminister und Präsident Nigers; geboren im heute im Gemeindegebiet von Illéla gelegenen Dorf Dandadji
- Oumani Kadi (1931–2013), nigrischer Politiker und 30. serki n’Ader